# B・N・F
B・N・F（ビー・エヌ・エフ、1978年3月5日 - ）とは、日本の個人投資家。「B・N・F」の呼称は当人が使用している2ちゃんねるでのハンドルネームから来ている。マスメディアでの通称は「ジェイコム男」と呼ばれる。

## 来歴
千葉県市川市出身。2000年、それまでの貯金やアルバイトで稼いだ160万円を元手に株式投資を始めた。ネットトレードを始めた時は大学に在学していたが、卒業までの単位を2科目残したまま中退している。
情報収集に、2ちゃんねるの「市況実況板」「ニュース速報板」を使用したり、「投資一般板」の株板相場師列伝スレッドにたまに「名無し」での書き込みをしているという。
2005年の「ジェイコム株大量誤発注事件」により知られるようになった。2008年5月17日には日本経済新聞の1面に顔写真入りで紹介された。
不動産にも投資しており、2008年10月には、秋葉原駅前の地上10階・地下1階の商業ビル「チョムチョム秋葉原」の所有権を90億円程度で取得し、2011年には東京都千代田区外神田一丁目（秋葉原）の、敷地面積800平方メートル、地上6階、地下2階建ての商業ビル「AKIBAカルチャーズZONE」を推定170億円で購入している。
地元に高級住宅を購入し、親には高級車を贈った他、タワーマンションを購入したこと以外には、特別に贅沢をしておらず、普段は専用のトレードルームに引きこもって1人で取引している。
現在は自身が所有していた「チョムチョム秋葉原」を東京海上プライベートリート投資法人へ売却。そして、2009年の暮れ頃から一切メディアに露出しておらず、2024年には投資家のバイブル「四季報」にも名前が載らなくなる。

## エピソード
「B・N・F」というハンドルネームは米国の投資家ヴィクター・ニーダーホッファーをもじったもの。
他人の金の運用はしたくないと言っており、証券会社の雇われトレーダーなどになる予定はなく、ソフトバンクの孫正義社長と会談した際に資産を運用するよう頼まれたが、断っている。
2008年12月30日のラジオNIKKEIによる電話でのインタビューではリーマン株を7億円分ほど購入し2日後に倒産してしまったため、7億円の損失を出した際にはパソコンのモニター2台をリモコンで叩いて壊してしまったと発言している。

### 発言
- 北畑隆生経済産業事務次官（当時）が2008年1月に経済産業省の関連団体の講演会でデイトレーダーに批判的な内容の話をした件について、「講演で話したことなので、正確な意図は分からない」と前置きした上で、「批判には慣れているので『またか』という印象です。」と述べている[13]。
- 2009年12月4日、みずほ証券が東京証券取引所（東証）に対して損害賠償を求めていた裁判で、東京地方裁判所が東証に107億円1212万8058円の支払いを命じた。この件について、B・N・Fは「とくに感想はありません。私には関係のないことですが、個人が誤発注をしても誰も助けてくれないことに変わりはないので、私自身、これからも誤発注をしないよう気をつけるだけです」と述べている[14]。

### ジェイコム株大量誤発注事件
B・N・Fがマスメディアに初めて登場したのは2005年12月8日、新規上場したジェイコムの株式においてみずほ証券の男性担当者が「61万円で1株売り」とすべき注文を「1円で61万株売り」と誤注文し株式市場を混乱させたジェイコム株大量誤発注事件である。
この事件において7,100株を取得し、同日中に市場で1,100株を売り抜け、残る6,000株（発行済み株式の41.38%）を現金決済（20億3500万円）していたことが大量保有報告書で分かった。

## 資産の動向
| 2000年10月 | 164万円      |  |
| 2000年末   | 280万円      |  |
| 2001年末   | 6100万円     |  |
| 2002年末   | 9600万円     |  |
| 2003年末   | 2億7000万円  |  |
| 2004年末   | 11億5000万円 |  |
| 2005年末   | 80億円       |  |
| 2006年末   | 157億円      |  |
| 2007年末   | 185億円      |  |
| 2008年初頭 | 190億円      |  |

### 株式保有銘柄
2009年6月1日、オリックスの「第46回定時株主総会招集通知」に、第9位の大株主（2009年3月末時点）として記載された。持株数は107万株、議決権比率で1.19%を保有する個人筆頭株主にあたる。

## フィクションの登場人物
ワイルドライフ
漫画『ワイルドライフ』（単行本第19巻）では、株取引のプロとしてB・N・Fという名前で登場している。『ワイルドライフ』自体は獣医を描いた漫画であるが、作者の興味から取材を行い、作中で登場させている。